# کرست‌هیل (ایلینوی)
کرست‌هیل، ایلینوی (به انگلیسی: Crest Hill, Illinois) یک شهر در ایالات متحده آمریکا با جمعیت ۲۰٬۸۳۷ نفر است که در ایلی‌نوی واقع شده‌است.

## موقعیت جغرافیایی
موقعیت جغرافیایی شهرها و مناطق اطراف به شرح زیر است: